# Девід Робінсон (баскетболіст)
Девід Моріс Робінсон (англ. David Maurice Robinson; нар. 6 серпня 1965, Кі-Вест) — американський професіональний баскетболіст, що грав на позиції центрового за команду НБА «Сан-Антоніо Сперс», яка навіки закріпила за ним ігровий № 50. Гравець національної збірної США. Дворазовий чемпіон НБА. Олімпійський чемпіон 1992 року та 1996 року.
2009 року введений до Баскетбольної Зали слави як гравець.

## Ігрова кар'єра
Починав грати в баскетбол у команді старшої школи Осборн Парк (Манассас, Вірджинія). Особливими вміннями не відрізнявся, тому і не отримав пропозицій від великих коледжів. Поступивши до Військово-морської Академії США, продовжив грати в баскетбол за місцеву команду (1983—1987). На першому курсі його зріст складав 206 см, а через чотири роки — 213 см. Після перших двох років навчання не планував грати в баскетбол професійно, але на третьому та четвертому курсі включався до збірних NCAA, що робило його лотерейним піком драфту. На четвертому курсі отримав нагороду найкращого баскетболіста США серед студентів.

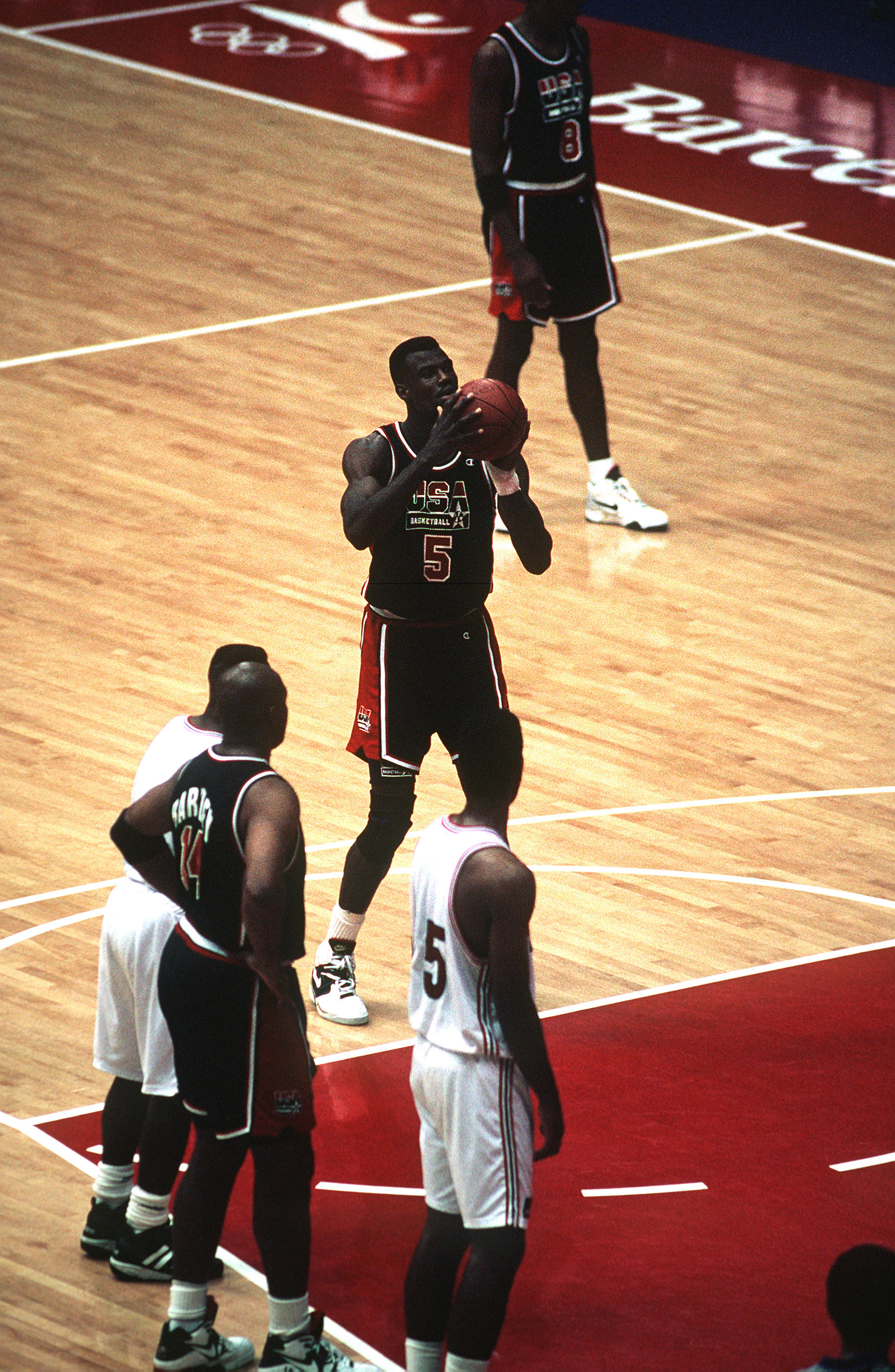
Робінсон виконує штрафний кидок у складі збірної, 1992

1987 року був обраний у першому раунді драфту НБА під загальним першим номером командою «Сан-Антоніо Сперс». Проте професійну кар'єру розпочав лише через два роки, оскільки був змушений закінчити військову службу. Захищав кольори команди із Сан-Антоніо протягом усієї історії виступів у НБА, яка налічувала 14 сезонів. До 1989 року «Сан-Антоніо» провів кілька найгірших сезонів у своїй історії, проте з приходом Робінсона одразу вийшли до плей-оф, перевтілившись з аутсайдера на одного з фаворитів чемпіонату. У плей-оф вилетіли в другому раунді від «Портленд Трейл-Блейзерс». По закінченні сезона отримав нагороду найкращого новачка року НБА. Тоді ж компанія Sega випустила баскетбольний симулятор «David Robinson's Supreme Court» із гравцем на обкладинці. З того часу «Сан-Антоніо» пробивався до плей-оф сім сезонів поспіль. 1992 року став олімпійським чемпіоном у складі збірної США, 1994 року — став найкращим бомбардиром ліги, випередивши Шакіла О'Ніла. Того сезону провів свій найрезультативніший матч у кар'єрі, забивши 71 очко проти «Лос-Анджелес Кліпперс», що стало рекордом франшизи. Також провів матч, у якому записав до свого активу квадрупл-дабл, набравши 35 очок, 10 підбирань, 10 асистів та 10 блоків у матчі проти «Детройт Пістонс», ставши лише четвертим гравцем в історії НБА, кому це вдавалось (іншими були Нейт Термонд, Елвін Робертсон та Хакім Оладжувон). 1995 року став Найціннішим гравцем НБА. 1996 року вдруге виборов олімпійське золото у складі збірної.
На початку сезону 1996—1997 важко травмувався та разом із ще одним травмованим партнером по команді Шоном Елліотом пропустив більшу частину сезону. Внаслідок цього команда провалила сезон, проте отримала право першого вибору на драфті. Там вона вибрала Тіма Данкана, який згодом став тією ланкою, якої не вистачало Робінсону та «Сан-Антоніо», щоб стати чемпіонами.
У скороченому через локаут сезоні 1998—1999 «Сперс» видали статистику ігор 37-13 та легко пробились до плей-оф. Там вони почергово пройшли «Міннесоту», «Лос-Анджелес Лейкерс» та «Портленд» із загальним показником у 11 перемог з 12 ігор. У фіналі НБА зустрілись з «Нью-Йорк Нікс», яких і обіграли у серії з п'яти матчів, ставши таким чином першою командою з АБА, яка стала чемпіоном НБА. Нагороду найціннішого гравця фіналу отримав Тін Данкан, а пару Робінсон-Данкан прозвали «Вежами-близнюками» (The Twin Towers).
Напередодні сезону 2002—2003 Робінсон заявив, що це буде його останній сезон в НБА. І саме того року він вдруге став чемпіоном, вигравши разом з «Сан-Антоніо» фінал у «Нью-Джерсі Нетс».

## Статистика виступів в НБА
| † | Позначає сезон, в якому Девід Робінсон ставав чемпіоном НБА |
| * | Лідер ліги                                                  |

### Регулярний сезон
| Сезон              | Команда             | GP  | GS  | MPG  | FG%  | 3P%  | FT%  | RPG   | APG | SPG | BPG  | PPG   |
| ------------------ | ------------------- | --- | --- | ---- | ---- | ---- | ---- | ----- | --- | --- | ---- | ----- |
| 1989–1990          | «Сан-Антоніо Сперс» | 82* | 81  | 36.6 | .531 | .000 | .732 | 12.0  | 2.0 | 1.7 | 3.9  | 24.3  |
| 1990–1991          | «Сан-Антоніо Сперс» | 82* | 81  | 37.7 | .552 | .143 | .762 | 13.0* | 2.5 | 1.5 | 3.9  | 25.6  |
| 1991–1992          | «Сан-Антоніо Сперс» | 68  | 68  | 37.7 | .551 | .125 | .701 | 12.2  | 2.7 | 2.3 | 4.5* | 23.2  |
| 1992–1993          | «Сан-Антоніо Сперс» | 82  | 82  | 39.2 | .501 | .176 | .732 | 11.7  | 3.7 | 1.5 | 3.2  | 23.4  |
| 1993–1994          | «Сан-Антоніо Сперс» | 80  | 80  | 40.5 | .507 | .345 | .749 | 10.7  | 4.8 | 1.7 | 3.3  | 29.8* |
| 1994–1995          | «Сан-Антоніо Сперс» | 81  | 81  | 38.0 | .530 | .300 | .774 | 10.8  | 2.9 | 1.7 | 3.2  | 27.6  |
| 1995–1996          | «Сан-Антоніо Сперс» | 82  | 82  | 36.8 | .516 | .333 | .761 | 12.2  | 3.0 | 1.4 | 3.3  | 25.0  |
| 1996–1997          | «Сан-Антоніо Сперс» | 6   | 6   | 24.5 | .500 | .000 | .654 | 8.5   | 1.3 | 1.0 | 1.0  | 17.7  |
| 1997–1998          | «Сан-Антоніо Сперс» | 73  | 73  | 33.7 | .511 | .250 | .735 | 10.6  | 2.7 | .9  | 2.6  | 21.6  |
| 1998–99†           | «Сан-Антоніо Сперс» | 49  | 49  | 31.7 | .509 | .000 | .658 | 10.0  | 2.1 | 1.4 | 2.4  | 15.8  |
| 1999–2000          | «Сан-Антоніо Сперс» | 80  | 80  | 32.0 | .512 | .000 | .726 | 9.6   | 1.8 | 1.2 | 2.3  | 17.8  |
| 2000–2001          | «Сан-Антоніо Сперс» | 80  | 80  | 29.6 | .486 | .000 | .747 | 8.6   | 1.5 | 1.0 | 2.5  | 14.4  |
| 2001–2002          | «Сан-Антоніо Сперс» | 78  | 78  | 29.5 | .507 | .000 | .681 | 8.3   | 1.2 | 1.1 | 1.8  | 12.2  |
| 2002–03†           | «Сан-Антоніо Сперс» | 64  | 64  | 26.2 | .469 | .000 | .710 | 7.9   | 1.0 | .8  | 1.7  | 8.5   |
| Усього за кар'єру  | Усього за кар'єру   | 987 | 985 | 34.7 | .518 | .250 | .736 | 10.6  | 2.5 | 1.4 | 3.0  | 21.1  |
| В іграх усіх зірок | В іграх усіх зірок  | 10  | 3   | 18.4 | .588 | .000 | .695 | 6.2   | .8  | 1.3 | 1.3  | 14.1  |

### Плей-оф
| Сезон             | Команда             | GP  | GS  | MPG  | FG%  | 3P%  | FT%  | RPG  | APG | SPG | BPG | PPG  |
| ----------------- | ------------------- | --- | --- | ---- | ---- | ---- | ---- | ---- | --- | --- | --- | ---- |
| 1990              | «Сан-Антоніо Сперс» | 10  | 10  | 37.5 | .533 | .000 | .677 | 12.0 | 2.3 | 1.1 | 4.0 | 24.3 |
| 1991              | «Сан-Антоніо Сперс» | 4   | 4   | 41.5 | .686 | .000 | .868 | 13.5 | 2.0 | 1.5 | 3.8 | 25.8 |
| 1993              | «Сан-Антоніо Сперс» | 10  | 10  | 42.1 | .465 | .000 | .664 | 12.6 | 4.0 | 1.0 | 3.6 | 23.1 |
| 1994              | «Сан-Антоніо Сперс» | 4   | 4   | 36.5 | .411 | .000 | .741 | 10.0 | 3.5 | .8  | 2.5 | 20.0 |
| 1995              | «Сан-Антоніо Сперс» | 15  | 15  | 41.5 | .446 | .200 | .812 | 12.1 | 3.1 | 1.5 | 2.6 | 25.3 |
| 1996              | «Сан-Антоніо Сперс» | 10  | 10  | 35.3 | .516 | .000 | .667 | 10.1 | 2.4 | 1.5 | 2.5 | 23.6 |
| 1998              | «Сан-Антоніо Сперс» | 9   | 9   | 39.2 | .425 | .000 | .635 | 14.1 | 2.6 | 1.2 | 3.3 | 19.4 |
| 1999†             | «Сан-Антоніо Сперс» | 17  | 17  | 35.3 | .483 | .000 | .722 | 9.9  | 2.5 | 1.6 | 2.4 | 15.6 |
| 2000              | «Сан-Антоніо Сперс» | 4   | 4   | 38.8 | .373 | .000 | .762 | 13.8 | 2.5 | 1.8 | 3.0 | 23.5 |
| 2001              | «Сан-Антоніо Сперс» | 13  | 13  | 31.5 | .472 | .000 | .695 | 11.8 | 1.7 | 1.3 | 2.4 | 16.6 |
| 2002              | «Сан-Антоніо Сперс» | 4   | 4   | 20.3 | .474 | .000 | .000 | 5.8  | 1.3 | .8  | .8  | 4.5  |
| 2003†             | «Сан-Антоніо Сперс» | 23  | 23  | 23.4 | .542 | .000 | .667 | 6.6  | .9  | .8  | 1.3 | 7.8  |
| Усього за кар'єру | Усього за кар'єру   | 123 | 123 | 34.3 | .479 | .100 | .708 | 10.6 | 2.3 | 1.2 | 2.5 | 18.1 |